# Enjōji Jirō
Enjōji Jirō (japanisch 圓城寺 次郎; geboren 3. April 1907 in der Präfektur Chiba; gestorben 14. März 1994) war ein japanischer Journalist und Präsident der Wirtschaftszeitung Nihon Keizai Shimbun.

## Leben und Werk
Enjōji Jirō machte 1933 seinen Studienabschluss in Wirtschaftswissenschaften an der Waseda-Universität. Er trat in das Zeitungsunternehmen „Chūgai shōgyō shimpō-sha“ (中外商業新報社), dem Vorläufer der „Nihon Keizai Shimbun“, ein.
Nach dem Zweiten Weltkrieg wurde Enjōji 1947 Direktor, 1965 Leitender Direktor, 1968 Generaldirektor, 1976 Vorstandsvorsitzender, 1980 schließlich Berater. Während dieser Zeit war er von 1969 bis 1980 der erste Direktor des Zweigunternehmens „Nikkei-McGraw-Hill“, dem späteren „Nikkei-BP“. Er organisierte das online-Informationssystem NEEDS (Nikkei Economics Electronic Databank System). Weiter wirkte er als Vorsitzender des „Nihon kōseki kenkyūjo“ (日本公債研究所), „Nihon keizai kenkyū sentā“ (日本経済研究センター), der „Nikkei shingikai“ (経済審議会), des „Tōkyō shōen torihikijo“ (東京証券取引所), der „Sekiyu shingikai“ (石油審議会), der „Genshiryoku sangyō kaigi“(原子力産業会議) und von anderen Gesellschaften.
1975 wurde Enjōji mit dem „Tsuchikawa-Motoo-Preis“, 1989 dem „Zeitungskulturpreis“ (新聞文化賞) ausgezeichnet und 1986 als „Verdienter Tätiger auf dem Gebiet der Massenkommunikation “ (マスコミ功労者) im Fach Journalismus ausgezeichnet.